# Center for Veterinary Medicine
Il Center for Veterinary Medicine (CVM) (in italiano Centro per la Medicina Veterinaria) è una divisione della Food and Drug Administration responsabile per la supervisione sulla produzione e distribuzione di cibo, addittivi alimentari e medicinali per gli animali.
Analizza e sviluppa i farmaci e gli alimenti per gli animali, fatta eccezione per i vaccini, questi ultimi gestiti dal Dipartimento dell'Agricoltura.
In particolare si assicura che non siano presenti residui farmacologici, possibilmente tossici per gli esseri umani, all'interno della carne destinata all'alimentazione onnivora.